# ولایت مرو
ولایت مرو (ماری) (به ترکمنی: Mary welaýaty / Мары велаяты، ماری ولایاتیٛ) یکی از ولایت‌های ترکمنستان است.

## جغرافیا
مرکز این ولایت، شهر مرو است. بازمانده‌های شهر ایرانی کهن، مرو (شهر باستانی) نیز در این ولایت است.
ولایت مرو به یازده شهرستان (به ترکمنی: etrap، اتراپ) و دو شهر هم‌درجه‌ی شهرستان تقسیم شده‌است.
نام‌هایی که از سال ۱۹۹۵ تغییر کرده‌اند درون کمانه آمده است:

### شهرهای هم‌درجه‌ی شهرستان
- بایرامعلی
- مرو

### شهرستان‌ها
- شهرستان بایرامعلی
- شهرستان قراقوم
- شهرستان مرو
- شهرستان مُرغاب
- شهرستان اغوزخان (نیازوف)
- شهرستان ساکارچقه
- شهرستان سرحدآباد (قوشقی)
- شهرستان تخته‌بازار
- شهرستان ترکمن‌قلعه
- شهرستان وکیل‌بازار
- شهرستان یول‌اوتن

### شهرهای تابع شهرستانها
- مرغاب
- ساکارچقه
- شاتلیک
- سرحدآباد
- ترکمن‌قلعه
- یول‌اوتن